# Sambalpur
Sambalpur es una ciudad y municipio situada en el distrito de Sambalpur en el estado de Odisha (India). Su población es de 189366 habitantes (2011), y el área metropolitana cuenta con 270331 habitantes. Se encuentra a  orillas del río Mahanadi, a 325 km de Bhubaneswar. Es el centro administrativo del distrito.

## Demografía
Según el censo de 2011 la población de Sambalpur era de 189366 habitantes, de los cuales 97460 eran hombres y 91906 eran mujeres. Sambalpur tiene una tasa media de alfabetización del 85,53%, superior a la media estatal del 72,87: la alfabetización masculina es del 90,51%, y la alfabetización femenina del 80,27%.

## Clima
| Parámetros climáticos promedio de Sambalpur, Odisha (Normals: 1981–2010, Records: 1901–2012) | Parámetros climáticos promedio de Sambalpur, Odisha (Normals: 1981–2010, Records: 1901–2012) | Parámetros climáticos promedio de Sambalpur, Odisha (Normals: 1981–2010, Records: 1901–2012) | Parámetros climáticos promedio de Sambalpur, Odisha (Normals: 1981–2010, Records: 1901–2012) | Parámetros climáticos promedio de Sambalpur, Odisha (Normals: 1981–2010, Records: 1901–2012) | Parámetros climáticos promedio de Sambalpur, Odisha (Normals: 1981–2010, Records: 1901–2012) | Parámetros climáticos promedio de Sambalpur, Odisha (Normals: 1981–2010, Records: 1901–2012) | Parámetros climáticos promedio de Sambalpur, Odisha (Normals: 1981–2010, Records: 1901–2012) | Parámetros climáticos promedio de Sambalpur, Odisha (Normals: 1981–2010, Records: 1901–2012) | Parámetros climáticos promedio de Sambalpur, Odisha (Normals: 1981–2010, Records: 1901–2012) | Parámetros climáticos promedio de Sambalpur, Odisha (Normals: 1981–2010, Records: 1901–2012) | Parámetros climáticos promedio de Sambalpur, Odisha (Normals: 1981–2010, Records: 1901–2012) | Parámetros climáticos promedio de Sambalpur, Odisha (Normals: 1981–2010, Records: 1901–2012) | Parámetros climáticos promedio de Sambalpur, Odisha (Normals: 1981–2010, Records: 1901–2012) |
| Mes                                                                                          | Ene.                                                                                         | Feb.                                                                                         | Mar.                                                                                         | Abr.                                                                                         | May.                                                                                         | Jun.                                                                                         | Jul.                                                                                         | Ago.                                                                                         | Sep.                                                                                         | Oct.                                                                                         | Nov.                                                                                         | Dic.                                                                                         | Anual                                                                                        |
| -------------------------------------------------------------------------------------------- | -------------------------------------------------------------------------------------------- | -------------------------------------------------------------------------------------------- | -------------------------------------------------------------------------------------------- | -------------------------------------------------------------------------------------------- | -------------------------------------------------------------------------------------------- | -------------------------------------------------------------------------------------------- | -------------------------------------------------------------------------------------------- | -------------------------------------------------------------------------------------------- | -------------------------------------------------------------------------------------------- | -------------------------------------------------------------------------------------------- | -------------------------------------------------------------------------------------------- | -------------------------------------------------------------------------------------------- | -------------------------------------------------------------------------------------------- |
| Temp. máx. abs. (°C)                                                                         | 33.9                                                                                         | 37.8                                                                                         | 44.7                                                                                         | 46.6                                                                                         | 47.7                                                                                         | 47.4                                                                                         | 42.9                                                                                         | 40.0                                                                                         | 39.9                                                                                         | 40.9                                                                                         | 36.1                                                                                         | 34.1                                                                                         | 47.7                                                                                         |
| Temp. máx. media (°C)                                                                        | 27.5                                                                                         | 29.1                                                                                         | 31.0                                                                                         | 31.7                                                                                         | 32.8                                                                                         | 32.5                                                                                         | 31.6                                                                                         | 31.6                                                                                         | 32.1                                                                                         | 32.0                                                                                         | 30.3                                                                                         | 28.2                                                                                         | 30.9                                                                                         |
| Temp. mín. media (°C)                                                                        | 17.9                                                                                         | 21.4                                                                                         | 24.9                                                                                         | 26.5                                                                                         | 27.5                                                                                         | 27.5                                                                                         | 26.9                                                                                         | 26.7                                                                                         | 26.8                                                                                         | 25.1                                                                                         | 21.2                                                                                         | 17.6                                                                                         | 24.2                                                                                         |
| Temp. mín. abs. (°C)                                                                         | 3.6                                                                                          | 5.2                                                                                          | 8.8                                                                                          | 14.4                                                                                         | 16.0                                                                                         | 17.0                                                                                         | 18.2                                                                                         | 16.8                                                                                         | 17.8                                                                                         | 11.5                                                                                         | 7.4                                                                                          | 3.8                                                                                          | 3.6                                                                                          |
| Lluvias (mm)                                                                                 | 15.3                                                                                         | 20.7                                                                                         | 20.9                                                                                         | 24.9                                                                                         | 68.7                                                                                         | 178.1                                                                                        | 290.5                                                                                        | 361.0                                                                                        | 261.4                                                                                        | 168.9                                                                                        | 65.9                                                                                         | 10.7                                                                                         | 1486.8                                                                                       |
| Días de lluvias (≥ 1 mm)                                                                     | 0.9                                                                                          | 1.6                                                                                          | 1.4                                                                                          | 1.2                                                                                          | 3.8                                                                                          | 8.5                                                                                          | 11.5                                                                                         | 14.1                                                                                         | 10.3                                                                                         | 7.0                                                                                          | 2.3                                                                                          | 0.3                                                                                          | 62.8                                                                                         |
| Humedad relativa (%)                                                                         | 71                                                                                           | 76                                                                                           | 81                                                                                           | 84                                                                                           | 83                                                                                           | 84                                                                                           | 84                                                                                           | 84                                                                                           | 81                                                                                           | 74                                                                                           | 66                                                                                           | 64                                                                                           | 78                                                                                           |
| Fuente: India Meteorological Department                                                      |                                                                                              |                                                                                              |                                                                                              |                                                                                              |                                                                                              |                                                                                              |                                                                                              |                                                                                              |                                                                                              |                                                                                              |                                                                                              |                                                                                              |                                                                                              |